# Proterospastis trimaculata
Proterospastis trimaculata är en fjärilsart som beskrevs av Petersen 1973. Proterospastis trimaculata ingår i släktet Proterospastis och familjen äkta malar.
Artens utbredningsområde är Afghanistan. Inga underarter finns listade i Catalogue of Life.